# Poa stebbinsii
Poa stebbinsii là một loài cỏ trong họ hòa thảo, thuộc chi poa.